# Izquierda histórica
El grupo de Izquierda (en italiano: Sinistra), posteriormente llamado Izquierda histórica (en italiano: Sinistra storica) por los historiadores para distinguirlo de los grupos de izquierda del siglo XX, fue un grupo parlamentario liberal y reformista en Italia durante la segunda mitad de la siglo XIX. Los miembros de la izquierda también eran conocidos como demócratas o ministeriales. A diferencia de su contraparte de derecha, la izquierda fue el resultado de una coalición que representaba a la clase media del norte y del sur, la burguesía urbana, los pequeños empresarios, los periodistas y los académicos. También apoyó el derecho al voto y la escuela pública para todos los niños. Además, el partido estaba en contra de las políticas de impuestos elevados promovidas por la derecha. Después de la década de 1890, la izquierda comenzó a mostrar tendencias más conservadoras, incluida la defensa de la ruptura de huelgas y protestas y la promoción de una política colonialista en África.

## Historia

### Formación y consolidación

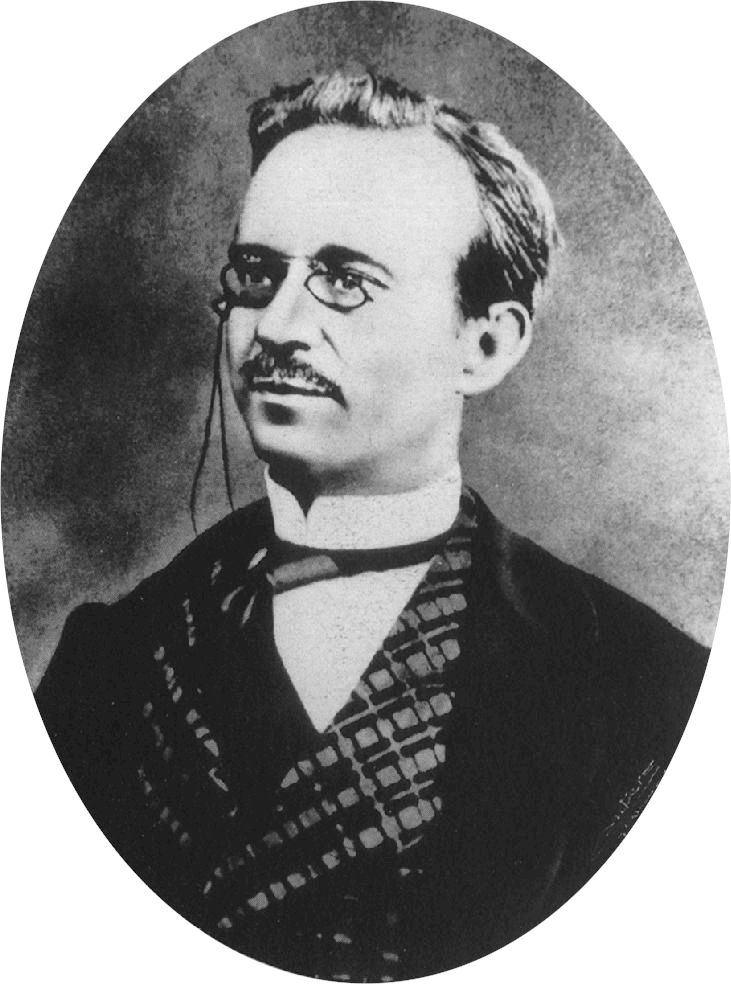
Urbano Rattazzi

La izquierda se originó a partir de un grupo parlamentario dentro del Parlamento de Cerdeña como oposición al gobierno de derecha del Marqués de Azeglio. No era un partido estructurado, sino simplemente una oposición dividida en dos tendencias:
- Los moderados (mayoría) liderados por Urbano Rattazzi apoyaban un sistema parlamentario, eran pragmáticos sobre la unificación italiana y favorables a cooperar con el disidente de derecha Conde de Cavour.
- Los radicales (minoría) liderados por Giuseppe Garibaldi apoyaron un fuerte nacionalismo, democracia y tendencia al republicanismo.

La cooperación entre Rattazzi y Cavour se fortaleció y los dos conspiraron para expulsar a D'Azeglio del cargo. Tras el autogolpe de 1851 del presidente Louis-Napoléon Bonaparte en Francia, los falsos rumores sobre una misma decisión del gobierno provocaron la caída de D'Azeglio en 1852, orquestada por Cavour y Rattazzi con el objetivo final de tomar el poder, con Cavour como primer ministro mientras Rattazzi fue elegido presidente de la Cámara de Diputados. Esta inusual coalición entre la izquierda y la derecha fue fuertemente apodada Connubio Rattazzi-Cavour (literalmente "matrimonio") por la oposición conservadora.
La intervención sarda en la guerra de Crimea, a la que se opuso Rattazzi, provocó el declive de la coalición izquierda-derecha en 1855. Después de las presiones del ahora emperador Napoleón III sobre Cavour en 1858, Rattazzi se vio obligado a dimitir como ministro del Interior porque era tenía fama de ser demasiado nacionalista e intransigente con la unificación italiana, que Cavour sólo pretendía como una expansión sardo-piamontesa. A pesar de la exclusión del gobierno, la Izquierda y Rattazzi, gracias a su amistad con Rosa Vercellana, amante del Rey, rápidamente se ganaron el favor de Víctor Manuel II.
Durante la década de 1860 después de la unificación italiana, la izquierda se opuso, pero los disturbios de esa época también se reflejaron dentro del grupo, que ahora estaba dividido en tres facciones principales:
- El Tercer Partido, dirigido por Rattazzi, se caracterizó por el liberalismo y un progresismo moderado.[18]
- El Gran Centro, dirigido por Agostino Depretis, y Agostino Bertani, era ambivalente hacia la derecha y apoyaba el constitucionalismo y la modernización, pero todavía estaba a favor de retener la monarquía[19] y Agostino Bertani.[20]
- Los Intransigentes, liderados por Francesco Crispi, constituidos por exmiembros del Partido Acción, apoyando un casi republicanismo populista de izquierda.[21]

### Depretis y Cairoli

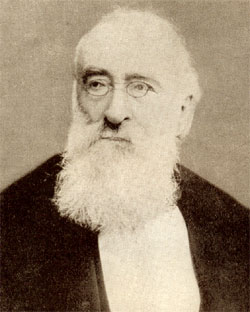
Agostino Depretis

Después de la muerte de Rattazzi en 1873, Depretis asumió el liderazgo de la izquierda. En 1862, Depretis fue brevemente ministro de Obras Públicas en un gobierno dirigido por Rattazzi con ministros de izquierda y derecha. Justificó el acuerdo con la derecha afirmando lo siguiente: 

No podemos permitir que las mayorías deban permanecer inmutables [...]. Las ideas crecen con acciones y, como la ciencia avanza y el mundo se mueve, los partidos se están transformando. También se someten a la ley del movimiento, la ocurrencia de transformaciones.

Esta política fue la base del fenómeno del trasformismo (literalmente transformismo), que consiste en un constante cambio de facción política motivado por la oportunidad más que por los ideales. En 1876, el primer ministro de derecha, Marco Minghetti, perdió la confianza parlamentaria gracias a un acuerdo entre Depretis y las facciones liberales de la derecha, opuestas al proyecto de nacionalización de los ferrocarriles. El rey Víctor Manuel II verificó la imposibilidad de que la derecha ganara confianza y nombró como primer ministro a Depretis, quien formó un gobierno de izquierda. En noviembre de 1876, la elección legislativa confirmó la estabilidad de la izquierda que obtuvo el 56% de los votos. El ministerio Depretis realizó una reforma fiscal y trató de alinear a Italia con Alemania contra las entonces conservadoras Francia y Austria-Hungría, pero después de fuertes críticas por su decisión de abolir el Ministerio de Agricultura, Industria y Comercio, renunció y Fue sustituido por su rival Benedetto Cairoli en 1877. A diferencia del pragmático Depretis, Cairoli fue un fuerte oponente del trasformismo, un irridentista y francófilo. Aislada por las potencias europeas en el Congreso de Berlín, Cairoli se vio obligado a dimitir en 1878 tras un fallido intento de vida del rey Umberto I y tras menos de nueve meses de gobierno. A pesar de una breve ruptura con un nuevo gabinete de Depretis (sobrevivió ocho meses), Cairoli formó un nuevo ejecutivo con el apoyo de Depretis en 1879. A pesar del éxito electoral de la izquierda en las elecciones de 1880, el ministerio de Cairoli no pudo evitar la conquista francesa de Túnez en 1881 que resultó en su muerte política, volviéndose impopular entre la izquierda y la derecha.

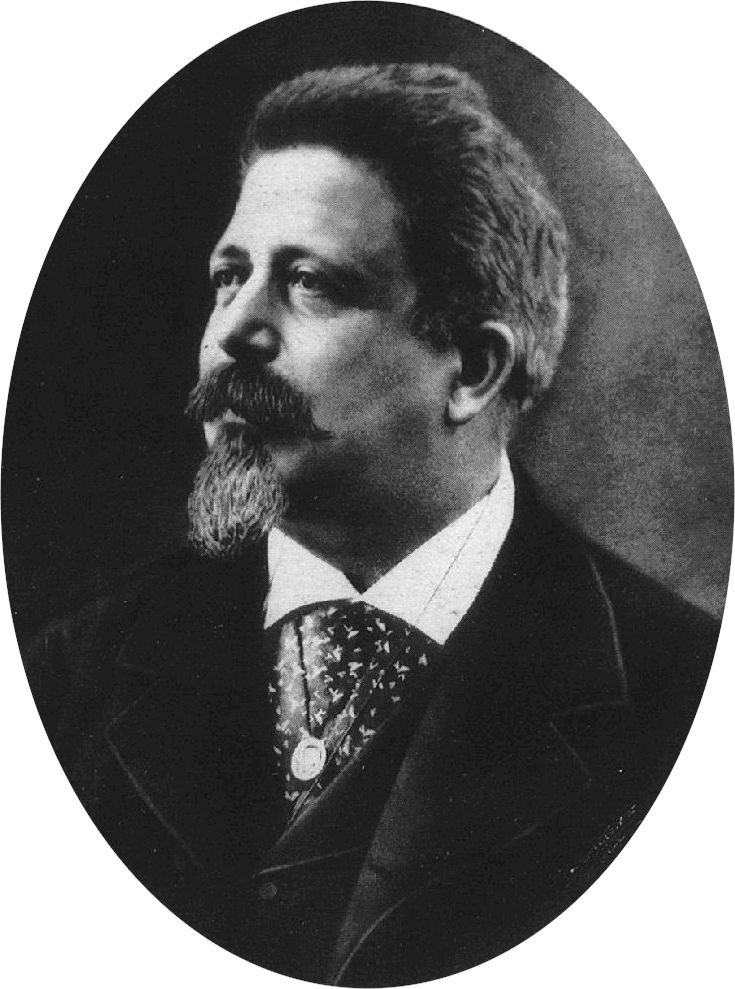
Benedetto Cairoli

El declive de Cairoli abrió la puerta a Depretis, quien fue elegido para formar un nuevo gobierno. Durante este largo período de 1881 a 1887, la izquierda liderada por Depretis logró una serie de éxitos, como el sufragio masculino hacia los ciudadanos de bajo nivel educativo y la adopción del proteccionismo para favorecer el desarrollo de las industrias textil, del hierro y del acero. enfrentando muchos problemas internos e internacionales. En particular, el ejecutivo enfrentó la difícil relación con Austria que mostró una actitud anti-italiana a pesar de la adhesión común a la Triple Alianza con Alemania, y puso fin al aislamiento internacional italiano. Otro problema fue la ruptura con la izquierda radical-progresista liderada por Giuseppe Zanardelli y Francesco Crispi, quienes formaron con otros disidentes La Pentarquía, aliada con la Extrema izquierda histórica, obligando a la mayoría a abrazar plenamente el trasformismo, abriendo el gobierno a la derecha. Depretis tampoco pudo iniciar un imperio colonial en África después de la derrota en la batalla de Dogali en 1887. A pesar de la victoria en las elecciones de 1886, la izquierda fue puesta a prueba por el declive del traformismo, con muchos políticos oportunistas de derecha que se unieron en el Partido Liberal Constitucional, provocando la necesidad de Depretis de llegar a un acuerdo con Crispi y Zanardelli.

### Era Crispi y disolución

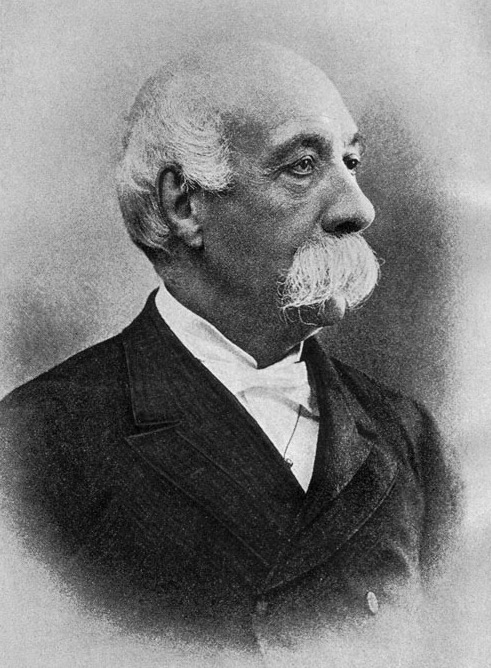
Francesco Crispi

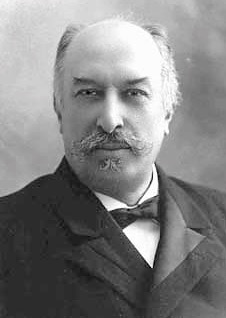
Giovanni Giolitti

En 1887, el veterano Depretis murió en el cargo y Zanardelli y Crispi fueron favorecidos para la sucesión. El rey Umberto I finalmente eligió al radical Crispi porque era más favorable a una alianza con Alemania que al progresista Zanardelli. Internamente, Crispi reformó la justicia, apoyó una ley contra los abusos administrativos e introdujo el Código Zanardelli (que lleva el nombre del ahora ministro de Justicia), amplió el sufragio para los votantes comunales, obtuvo más poderes ejecutivos para el gobierno, estableció subsecretarios en los varios ministerios y creó el Consejo Superior Helth. A pesar de que Crispi era más izquierdista que Depretis, también era un fuerte nacionalista y rápidamente se acercó al canciller alemán Otto von Bismarck y al rey germanófilo Umberto II. Crispi quería reunir todos los territorios de habla italiana en una sola nación, revelando al general alemán Alfred von Waldersee su deseo de anexar el Trentino austríaco y la Niza francesa. A pesar de sus éxitos, Crispi perdió la confianza parlamentaria en 1891 después de un intento fallido de reducir los gastos estatales y la prefectura en contra de los intereses de muchos políticos.
Durante el momentáneo aislamiento de Crispi, el exministro de Hacienda Giovanni Giolitti asumió la dirección de la izquierda. A diferencia del estatista Crispi, Giolitti era un liberal como Zanardelli y no apoyaba el colonialismo ni la militarización. Después de la caída del gobierno conservador del marqués de Rudinì en 1892, Giolitti fue designado para formar un nuevo gobierno. Como primer ministro, Giolitti intentó introducir una tributación progresiva y frenar el trasformismo con el establecimiento de un partido político organizado. Sin embargo, el ministerio de Giolitti no sobrevivió mucho y después de nueve meses de estabilidad en enero de 1893 estalló el escándalo de la Banca Romana, que involucró a muchos políticos de izquierda, incluidos Giolitti y Crispi. Tras meses de polémicas, Giolitti dimitió en diciembre de 1893.
Tras ese breve paréntesis, Crispi fue reelegido primer ministro a pesar de las críticas por su implicación en el escándalo de Banca Romana. Uno de los primeros actos del gobierno fue la reducción de los gastos estatales junto con los impuestos a la renta, la tierra, la sal y las letras del tesoro para enfrentar la crisis económica. A pesar de las tendencias iniciales de izquierda, Crispi se preocupó por el Partido Socialista Italiano y después de la supresión del movimiento obrero de los Fasci Siciliani, el ejecutivo cambió la ley electoral, permitiendo el voto solo a los ciudadanos litiratos, excluyendo 800.000 votantes. Al mismo tiempo, Crispi intentó recuperar el apoyo popular llevando adelante una política colonialista en África, consolidando la adquisición de Somalilandia y Eritrea e iniciando la Primera Guerra Abisinia en 1894. A pesar de los éxitos iniciales, la campaña italiana resultó desastrosa, con una ruin derrota en Amba Alagi en 1895 y Adwa en 1896. La última confirmó el fin del gobierno político de Crispi, que dimitió de su cargo. La renuncia de Crispi y el menoscabo de muchos miembros de la mayoría tras el escándalo de la Banca Romana, confirmaron el fin de la Izquierda. Los remanentes de la izquierda constituían ahora el bloque ministerial dentro del Parlamento dirigido por Giolitti, quien finalmente se dio cuenta de la fusión entre la derecha y la izquierda en la Unión Liberal en 1913.

## Resultados electorales
| Cámara de Diputados |                 |      |         |     |                   |
| Año electoral       | Votos           | %    | Escaños | +/– | Líder             |
| 1861                | 48.875 (2.º)    | 20,4 | 62/443  | –   | Urbano Rattazzi   |
| 1865                | 98.708 (2.º)    | 35,2 | 156/443 | 94  | Urbano Rattazzi   |
| 1867                | 126.202 (1.º)   | 43,0 | 225/493 | 69  | Urbano Rattazzi   |
| 1870                | 92.499 (2.º)    | 28,8 | 195/493 | 30  | Urbano Rattazzi   |
| 1874                | 150.119 (2.º)   | 46,4 | 232/508 | 37  | Agostino Depretis |
| 1876                | 243.319 (1.º)   | 70,2 | 424/508 | 182 | Agostino Depretis |
| 1880                | 146.096 (1.º)   | 40,7 | 218/508 | 196 | Agostino Depretis |
| 1882                | 660.610 (1.º)   | 56,8 | 289/508 | 71  | Agostino Depretis |
| 1886                | 804.187 (1.º)   | 57,5 | 292/508 | 3   | Agostino Depretis |
| 1890                | 1.165.489 (1.º) | 78,9 | 401/508 | 109 | Francesco Crispi  |
| 1892                | 1.076.599 (1.º) | 63,6 | 323/508 | 78  | Giovanni Giolitti |
| 1895                | 713.812 (1.º)   | 58,4 | 334/508 | 11  | Francesco Crispi  |
| 1897                | 799.144 (1.º)   | 64,4 | 327/508 | 7   | Giovanni Giolitti |
| 1900                | 663.418 (1.º)   | 52,3 | 296/508 | 31  | Giovanni Giolitti |
| 1904                | 777.345 (1.º)   | 50,9 | 339/508 | 43  | Giovanni Giolitti |
| 1909                | 995.290 (1.º)   | 54,4 | 329/508 | 10  | Giovanni Giolitti |